# 樺穂駅
樺穂駅（かばほえき）は、茨城県真壁郡真壁町（現・桜川市）長岡にあった、筑波鉄道筑波線の駅（廃駅）である。筑波線廃止に伴い1987年（昭和62年）に廃止された。

## 歴史
加波山から産出される石材の積出しを目的とする、樺穂興業による誘致および用地・施設の寄付によって、当駅が設置された。

### 年表
- 1922年（大正11年）3月20日：筑波鉄道 (初代)により開業[2]。
- 1945年（昭和20年）3月20日：筑波鉄道が常総鉄道と合併し、常総筑波鉄道の駅となる。
- 1965年（昭和40年）6月1日：会社合併に伴い、関東鉄道の駅となる[4]。
- 1969年（昭和44年）11月26日：駅業務を委託化[1]。
- 1979年（昭和54年）4月1日：事業譲渡に伴い、筑波鉄道の駅となる[4]。
- 1981年（昭和56年）8月12日：貨物営業を廃止[2]。
- 1987年（昭和62年）4月1日：筑波線廃止に伴い廃駅となる[3]。

## 駅構造
- 相対式ホーム2面2線を持つ地上駅であった。駅本屋は東側の上りホーム（土浦方面）上にあった[1]。
- かつては貨物の取り扱いもしており、貨物側線と専用ホームがあった。
- また、1954年（昭和29年）9月30日まで樺穂興業の軌道が存在し、加波山から当駅まで同山産出の真壁御影石を輸送していた[1]。

## 駅周辺
- 真壁長岡郵便局
- 真壁町立樺穂小学校（現・桜川市立樺穂小学校）
- 茨城県道41号筑波益子線（現・茨城県道41号つくば益子線）

## 現状
駅舎は廃止後に撤去され、2008年（平成20年）現在はホームのみが残っている。

## 隣の駅
筑波鉄道
筑波線
真壁駅 - 樺穂駅 - 東飯田駅